# Ларенки
Ла́ренки (рос. Ларенки) — присілок у складі Афанасьєвського району Кіровської області, Росія. Входить до складу Гордінського сільського поселення.
Населення становить 18 осіб (2010, 18 у 2002).
Національний склад станом на 2002 рік — росіяни 100 %.